# Theo Jansen (voetballer)
Theo Jansen (Goch, 13 januari 1926 – Nijmegen, 12 oktober 2005) was een in Duitsland geboren Nederlands voetballer. Van 1950 tot 1962 speelde de doelman bij N.E.C. uit Nijmegen.

## Loopbaan
Hij speelde voor N.E.C. 171 profwedstrijden in het eerste elftal. Voor de invoering van het beroepsvoetbal in 1954 keepte hij 98 duels waarmee zijn totaal uitkomt op 269.
Zijn eerste wedstrijd was de seizoensopening op 10 september 1950 toen N.E.C. in Arnhem met 1-2 won van Vitesse.
Overdag werkte hij voor de storingsdienst van de PTT, altijd op de fiets, waarna hij 's avonds na het eten naar de avondtraining ging. Jansen speelde mee in het Nederlands PTT-elftal.
Hij was in oktober 1954 een van de vier N.E.C.-spelers die in eerste instantie het profcontract van de KNVB weigerde bij de overgang van amateur- naar betaaldvoetbal. Tijdens zijn loopbaan als doelman had hij tweemaal te maken met een ernstige blessure. Op 18 december 1955 verdraaide hij in de thuiswedstrijd tegen Go Ahead zijn knie, waardoor hij bijna de gehele tweede seizoenshelft moest missen. Hij werd vervangen door reservekeeper Jo Donkers.
In februari 1961 brak hij zijn scheenbeen tegen VV Baronie uit Breda, waarna hij ruim vier maanden in het ziekenhuis moest verblijven. Pas in januari 1962 keerde hij terug in het eerste elftal van N.E.C. in de thuiswedstrijd tegen Zwartemeer uit Klazienaveen. Trainer Jan Remmers koos in dat seizoen afwisselend voor Jansen of Willy de Hond als Nijmeegse doelman. Medio 1962 beëindigde hij op 36-jarige leeftijd zijn keeperscarrière.
Na zijn actieve loopbaan was Jansen werkzaam in allerlei vrijwilligersfuncties bij de amateurtak van de club. Tot zijn 68e was hij keeperstrainer van het eerste elftal van N.E.C.-amateurs.

## Carrièrestatistieken
| Seizoen         | Club            | Land            | Competitie                   | Competitie | Competitie | Beker | Beker | Internationaal | Internationaal | Overig | Overig | Totaal | Totaal |
| Seizoen         | Club            | Land            | Competitie                   | Wed.       | Dlp.       | Wed.  | Dlp.  | Wed.           | Dlp.           | Wed.   | Dlp.   | Wed.   | Dlp.   |
| --------------- | --------------- | --------------- | ---------------------------- | ---------- | ---------- | ----- | ----- | -------------- | -------------- | ------ | ------ | ------ | ------ |
| 1950/51         | N.E.C.          | Nederland       | Eerste klasse B              | 22         | 0          | –     | 0     | 0              | 0              | 0      | 0      | 22     | 0      |
| 1951/52         | N.E.C.          | Nederland       | Eerste klasse D              | 25         | 0          | –     | 0     | 0              | 0              | 0      | 0      | 25     | 0      |
| 1952/53         | N.E.C.          | Nederland       | Eerste klasse A              | 25         | 0          | –     | 0     | 0              | 0              | 0      | 0      | 25     | 0      |
| 1953/54         | N.E.C.          | Nederland       | Eerste klasse A              | 26         | 0          | –     | 0     | 0              | 0              | 0      | 0      | 26     | 0      |
| 1954/55         | N.E.C.          | Nederland       | Eerste klasse B (afgebroken) | 7          | 0          | –     | –     | 0              | 0              | 0      | 0      | 7      | 0      |
| 1954/55         | N.E.C.          | Nederland       | Eerste klasse C              | 26         | 0          | –     | –     | 0              | 0              | 0      | 0      | 26     | 0      |
| 1955/56         | N.E.C.          | Nederland       | Eerste klasse A              | 15         | 0          | –     | –     | 0              | 0              | 0      | 0      | 15     | 0      |
| 1956/57         | N.E.C.          | Nederland       | Tweede divisie B             | 21         | 0          | –     | 0     | 0              | 0              | 0      | 0      | 21     | 0      |
| 1957/58         | N.E.C.          | Nederland       | Tweede divisie B             | 28         | 0          | 1     | 0     | 0              | 0              | 0      | 0      | 29     | 0      |
| 1958/59         | N.E.C.          | Nederland       | Tweede divisie B             | 26         | 0          | 5     | 0     | 0              | 0              | 0      | 0      | 31     | 0      |
| 1959/60         | N.E.C.          | Nederland       | Tweede divisie A             | 21         | 0          | –     | –     | 0              | 0              | 0      | 0      | 21     | 0      |
| 1960/61         | N.E.C.          | Nederland       | Tweede divisie               | 15         | 0          | 3     | 0     | 0              | 0              | 0      | 0      | 18     | 0      |
| 1961/62         | N.E.C.          | Nederland       | Tweede divisie               | 12         | 0          | 0     | 0     | 0              | 0              | 2      | 0      | 14     | 0      |
| Carrière totaal | Carrière totaal | Carrière totaal | Carrière totaal              | 269        | 0          | 9     | 0     | 0              | 0              | 2      | 0      | 280    | 0      |